# Les Traces de l'ange
Pour plus de détails, voir Fiche technique et Distribution.
Les Traces de l'ange (titre original : Michael Angel) est un film américain réalisé par William Gove, sorti directement en vidéo en 2000.

## Fiche technique
- Titre : Les Traces de l'ange
- Titre original : Michael Angel
- Réalisation : William Gove
- Scénario : William Gove
- Production : Shimon Arama, Igor Barkagan, Don Schneider
- Société de Production : Arama Entertainment
- Musique : Thomas Morse
- Photographie : Reinhart 'Rayteam' Peschke
- Montage :
- Direction artistique : Mayna Magruder
- Décorateur de plateau : Traci Spadorcia
- Costumes :
- Pays de production :  États-Unis
- Langue : Anglais
- Distribution :
- Format : Couleur - Son : Dolby
- Genre : film dramatique, thriller, film d'horreur
- Durée :
- Date de sortie : 
  - Espagne : 23 février 2000
  - États-Unis : 5 septembre 2000

## Distribution
- Richard Grieco : Michael Killan
- Dennis Hopper : Lewis Garou
- Efrain Figueroa : Oncle Daniel
- Bridget White : Mary (sous le nom Bridget Ann White)
- Kristin Minter : Charlotte